# Irma (Lombardia)
Irma település Olaszországban, Lombardia régióban, Brescia megyében. Lakosainak száma 132 fő (2023. január 1.). Irma Bovegno és Marmentino községekkel határos.

## Népesség
A település lakossága az elmúlt években az alábbi módon változott:
| Lakosok száma | 133  | 131  | 132  |
|               | 2017 | 2018 | 2023 |